# 37 Dywizja Strzelecka (ZSRR)
Niektóre z zamieszczonych tu informacji wymagają weryfikacji.
 Po wyeliminowaniu niedoskonałości należy usunąć szablon  z tego artykułu.
37 Dywizja Strzelecka (ros. 37-я стрелковая дивизия) – związek taktyczny piechoty Armii Czerwonej.
W czerwcu 1941 roku w składzie 21 Korpusu Strzeleckiego, 3 Armii, Zachodniego Specjalnego Okręgu Wojskowego (w chwili wybuchu wojny przekształconego we Front Zachodni).

## Struktura organizacyjna
- 20 Pułk Strzelecki
- 91 Pułk Strzelecki
- 247 Pułk Strzelecki
- 170 Pułk Artylerii
- 214 dywizjon moździerzy (do 05.02.1942)
- 103 dywizjon przeciwpancerny
- 68 kompania rozpoznawcza
- 58 batalion saperów
- inne służby.